# Westover (Virginia Occidental)
Westover es una ciudad ubicada en el condado de Monongalia en el estado estadounidense de Virginia Occidental. En el Censo de 2010 tenía una población de 3983 habitantes y una densidad poblacional de 1.016,42 personas por km².

## Geografía
Westover se encuentra ubicada en las coordenadas 39°38′7″N 79°58′2″O / 39.63528, -79.96722. Según la Oficina del Censo de los Estados Unidos, Westover tiene una superficie total de 3.92 km², de la cual 3.92 km² corresponden a tierra firme y (0.07%) 0 km² es agua.

## Demografía
Según el censo de 2010, había 3983 personas residiendo en Westover. La densidad de población era de 1.016,42 hab./km². De los 3983 habitantes, Westover estaba compuesto por el 91.24% blancos, el 4.9% eran afroamericanos, el 0.25% eran amerindios, el 1.08% eran asiáticos, el 0.03% eran isleños del Pacífico, el 0.33% eran de otras razas y el 2.18% pertenecían a dos o más razas. Del total de la población el 1.73% eran hispanos o latinos de cualquier raza.